# Oto Balzar
Oto Balzar, nemško Otto Balzar,  avstro-ogrski mornariški častnik in kontraadmiral slovenskega rodu, * 9. maj 1865, Ljubljana, † 28. april 1952, Portorož.

## Življenje
Leta 1884 je končal pomorsko vojaško akademijo na Reki, po upokojitvi (1917) je živel v Portorožu.

## Vojaška kariera
Kontraadmiral Balzar je služil v avstro-ogrski vojni mornarici.